# Donald Johnston (veslač)
Donald Henrie Johnston, ameriški veslač, * 30. september 1899, † 4. avgust 1984, Arlington, Virginija.
Johnston je za ZDA nastopil na Poletnih olimpijskih igrah 1920 v Antwerpnu, kjer je v osmercem osvojil zlato medaljo.